# کریس دی برگ
کریس دی برگ (به انگلیسی: Chris de Burgh) ‏ (۱۵ اکتبر ۱۹۴۸ برابر ۲۳ مهر ۱۳۲۷ در وانادو تورتو، آرژانتین) خوانندهٔ مشهور انگلیسی - ایرلندی موسیقی پاپ است.

## زندگی‌نامه
کریستوفر جان دیویسون ملقب به کریس دی برگ در ۲۳ مهر ۱۳۲۷ (۱۵ اکتبر ۱۹۴۸) در آرژانتین متولد شد. پدرش «چارلز دیویسون» دیپلمات بریتانیایی و مادرش «ماوی امیلی دی برگ» منشی وزارت امور خارجهٔ ایرلند بود. نیاکان کریس از جملهٔ خانواده‌های اصیل و برجستهٔ اروپایی بودند که بعدها به ایرلند مهاجرت کردند. شجرهٔ خانوادگی کریس به ریچارد شیردل پادشاه انگلستان برمی‌گردد و همین‌طور دختر وی (رزانا) در سال ۲۰۰۳ برنده دوشیزه دنیا شد.

### کودکی
کودکی کریس دی برگ به‌خاطر شغل دیپلماتیک پدر به مسافرت و کسب تجربه در این راه گذشت و به این خاطر در کشورهای مختلفی مثل مالت، نیجریه و زئیر بزرگ شد. هنگامی که ۱۲ساله بود، خانواده‌اش به «Emerald Isle» در ایرلند رفتند؛ جایی که هنوز هم کریس دی برگ با همسرش دایان و فرزندانش رزانا، هوبی و مایکل در آن زندگی می‌کند.

### هدیه گیتار
در سال ۱۹۶۰ پدر بزرگش یک قلعهٔ قدیمی در وکسفورد به‌نام بارگی‌کاسل را که قدمت آن به سدهٔ ۱۲ میلادی بازمی‌گشت، خریداری نمود و آن را برای سکونت خانوادهٔ خود بازسازی کرد. یک‌سال پس از ورود به قلعهٔ بارگی‌ریچارد، برادر بزرگ‌تر کریس در سالگرد تولد او گیتاری به وی هدیه داد که مسیر زندگی کریس را تغییر داد. او روزها و ساعت‌های بسیاری را به تمرین با گیتار می‌پرداخت.

### کنسرت‌ها
کریس نخستین کنسرت‌هایش را در این قلعه اجرا می‌کرد و بعد از ظهرها برای میهمانان گیتار می‌نواخت که مورداستقبال اقوام دور و نزدیک قرار گرفت و عزم وی را برای کسب مهارت در نواختن گیتار جزم کرد. کریس نواختن گیتار را با روش سعی و خطا، یعنی بدون هیچ نت از پیش نوشته‌شده‌ای یادگرفت.

### تحصیل
دوران ابتدایی را در مدرسهٔ مارلبورو طی کرد و کالج مشهور ترینیتی در دوبلین در رشته‌های زبان و ادبیات انگلیسی، زبان فرانسوی و تاریخ فارغ‌التحصیل شد. هنگامی که وی مشغول تحصیل در کالج بود، شروع به نوشتن ترانه‌های پاپ کرد. نخستین ترانهٔ او که «THE WASTE OF LOVE» نام داشت، در این دوران سروده شده‌است.

### سفر به لندن
کریس در سال ۱۹۷۱ برای پیداکردن یک شغل مناسب در موسیقی به لندن سفر کرد. در یک رستوران و آرایشگاه به‌عنوان خواننده شروع به‌کار کرد و از طرف یکی از دوستانش که به تازگی رستورانی به نام «Captain Americas» در دوبلین تأسیس کرده بود، پیشنهاد کار دریافت کرد و برای میهمانانی که مشغول صرف غذا بودند، موسیقی می‌نواخت. وی بعد از ظهر روزهای شنبه تمام وقت خود را در فروشگاه سی‌دی و کاست نزدیک خانه صرف گوش‌دادن به ترانه‌های جدید می‌کرد.

### خوانندگی
ترانهٔ «MR. TAMBOURINE MAN» از «THE BYRDS» زندگی او را دگرگون کرد. خود کریس دی برگ در این‌باره می‌گوید: 
پس از شنیدن این ترانه تصمیمی را که مدت‌ها بود در ذهنم حلاجی می‌کردم و در اجرای آن دودل بودم، به اجرا درآوردم… آرزوی من این بود ترانه‌سرایی و خوانندگی… با شنیدن این آهنگ دیگر درنگ جایز نبود.

## فعالیت حرفه‌ای
کریس در سال ۱۹۷۴ پس از فارغ‌التحصیلی از کالج به‌همراه گروه معتبر و مشهور ایرلندی «Horslips» در یک تور بین‌المللی شرکت کرد و با دو تهیه‌کنندهٔ معتبر موسیقی -داگ فلت و گای فلچر- آشنا شد و با کمک آن‌ها قراردادی را با شرکت «A&M» امضا کرد. بعد از آن گروه سوپرترمپ را در تور جدیدترین آلبومشان به‌نام «جنایت قرن» همراهی کرد. در این زمان بود که نامش را به کریس دی برگ تغییر داد و در سال ۱۹۷۵ آمادهٔ انتشار اولین آلبومش به‌نام «فراسوی این دیوارهای قلعه» شد.

## آلبوم‌های کریس دی برگ

### فراسوی این دیوارهای قلعه
آلبومی با ترانه‌های بسیار زیبا در مایه‌های بلوز که مورد توجه قرار نگرفت. تنها ترانهٔ «Hold On» از این آلبوم کمی سر و صدا کرد. تنها یک‌ماه پس از عرضهٔ آلبوم ترانهٔ «Turning Round» که بعدها به «Flying» تغییرنام داد، ترانهٔ شماره یک انگلستان لقب گرفت و در برزیل به مدت ۱۷ هفته صدرنشین جدول موسیقی پاپ شد. در مدت کم‌تر از دو ماه نزدیک به یک میلیون نسخه از این آلبوم به فروش رفت و نام کریس دی برگ بر سر زبان‌ها افتاد. ورژن آکوستیک ترانهٔ آخر این آلبوم به نام «Goodnight»، آخرین ترانهٔ آلبوم «خانه» (۲۰۱۲) کریس نیز هست.

### قطار اسپانیایی و داستان‌های دیگر
آلبوم بعدی کریس دی برگ به‌نام «قطار اسپانیایی و داستان‌های دیگر» آهنگی به‌نام «A Spaceman Came Travelling» داشت که در انگلستان جزو بهترین آهنگ‌های کریسمس شناخته شد؛ ولی موفقیت واقعی این آلبوم آهنگی به‌نام «Patricia The Stripper» است که هنوز هم درخواست اجرای آن از طرف تماشاچیان در کنسرت‌های کنونی کریس وجود دارد.

### در پایان یک روز عالی
در پایان یک روز عالی (به انگلیسی: At the End of a Perfect Day) سومین آلبوم کریس دی برگ است که در سال ۱۹۷۷ منتشر شده‌است. کریس ورژن آکوستیک ترانهٔ «I Will» از این آلبوم را در آلبوم «خانه» (۲۰۱۲) منتشر شد.

### جنگجوی صلیبی
جنگجوی صلیبی (به انگلیسی: Crusader) چهارمین آلبوم کریس دی برگ که در سال ۱۹۷۹ منتشر شد. ترانهٔ «The Devil's Eye» به نوعی ادامهٔ ترانهٔ «Spanish Train» است. ورژن ترانهٔ «It's Such A Long Way Home» از این آلبوم نیز در آلبوم «خانه» (۲۰۱۲) منتشر شده‌است.

### باد شرقی
باد شرقی (به انگلیسی: Eastern Wind) پنجمین آلبوم کریس دی برگ است که در سال ۱۹۸۰ منتشر شد. سهم این آلبوم از آلبوم «خانه» (۲۰۱۲)، ورژن آکوستیک ترانهٔ «Sailor» است.

### مرد روی خط
در سال ۱۹۸۴ کریس هشتمین آلبومش را به‌نام «مرد روی خط» منتشر کرد. این آلبوم شامل یکی از معروف‌ترین آهنگ‌های کریس به‌نام «High On Emotion» است که در آن زمان در ده کشور اروپایی به عنوان بهترین آهنگ شناخته شد.

### به‌سوی روشنایی
در سال ۱۹۸۶ آلبوم «به‌سوی روشنایی» را که آهنگی به‌نام «The Lady In Red» داشت، منتشر کرد. این آهنگ در سراسر دنیا باعث شهرت کریس شد و در انگلستان و ۲۴ کشور دیگر به‌عنوان بهترین آهنگ شناخته شد؛ ولی در آمریکا رتبهٔ دوم را کسب کرد. آلبوم «به‌سوی روشنایی» در آفریقای جنوبی، نروژ، سوئیس و انگلستان جایزهٔ پلاتینیوم را دریافت کرد. در آمریکا، زلاندنو، دانمارک و بلژیک هم جایزهٔ طلایی گرفت. این آلبوم شامل آهنگ «Say Goodbye To It All» است که ادامهٔ ترانهٔ «Borderline» از آلبوم «The Getaway» سال ۱۹۸۲ است.

### موفقیت کامل
آلبوم بعدی کریس دی برگ به‌نام 'موفقیت کامل' در سال ۱۹۸۸ منتشر شد. این آلبوم هم‌چنین پرفروش‌ترین آلبوم کریس تا به‌حال بوده‌است. در طول ۲۸ سال فعالیت، کریس دی برگ بیش از ۲۰۰ جایزهٔ طلایی و پلاتینیوم دریافت کرد. حتی برخی از سیاست‌مداران و افراد مشهور از طرفداران موسیقی وی شدند.
کریس دی برگ در سراسر دنیا از اروپا و آسیا گرفته تا آمریکای شمالی و آمریکای جنوبی محبوبیت دارد. وی تورها و کنسرت‌های زیادی در سراسر دنیا از جمله در آلمان، انگلستان، ایرلند، ژاپن، لبنان، کانادا، آفریقای جنوبی، اروپای شرقی، اروپای مرکزی و خاوردور اجرا کرده که بسیاری از آن‌ها سریعاً به فروش رفته‌است.

### زمان‌بندی همه چیز است
کریس دی برگ در ۱۶ سپتامبر سال ۲۰۰۲ آلبوم جدید خود به‌نام «زمانبندی همه چیز است» را منتشر کرد که شامل ۱۱ آهنگ می‌شد. وی در این آلبوم بیش‌تر به‌دنبال یک آلبوم تفریحی و شاد بوده‌است؛ ولی هنوز چند آهنگ از جمله «امشب دریچه‌ای در این قلب وجود دارد» آهنگ‌های عمیقی از نظر موسیقی و شعر هستند. بزرگ‌ترین موفقیت این آلبوم آهنگ «شب‌های لبنانی» است که در کشورهایی مثل لبنان و سایر کشورها آهنگ «شمارهٔ یک» در میان آهنگ‌های عربی و انگلیسی شد.

### جادهٔ به سوی آزادی
این آلبوم کریس دی برگ در سال ۲۰۰۴ اتشار یافته و روانهٔ بازار گردیده‌است.

### مرد قصه‌گو
این آلبوم را نیز در سال ۲۰۰۶ میلادی منتشر نموده که تمام آهنگ‌های آن سمفونی هستند. اهنگ نوری تا ابدیت کریس در این آلبوم منتشر شد

### ردپاها
کریس دی برگ در سال ۲۰۰۹ آلبوم ردپاها را که شامل ۱۵ ترانهٔ به همراه ترانهٔ «Bonous» می‌باشد را منتشر کرد.

### رد پاها ۲
آلبوم ردپاها ۲ شامل ۱۴ ترانه بوده و در تاریخ ۱۴ اکتبر سال ۲۰۱۱ منتشر شده‌است.

### خانه
این آلبوم در ۱۲ اکتبر سال ۲۰۱۲ منتشر شد و شامل ۱۴ ترانه است. برخی از ترانه‌های این آلبوم، ترانه‌های معروف و پرطرفدار قدیمی هستند که کریس دی برگ آن‌ها را بازخوانی کرده‌است.

### دستان انسان
آلبوم دستان انسان کریس دی برگ، با ۱۶ ترانه، در ۲۶ سپتامبر ۲۰۱۴ منتشر شد.
دنیای بهتر
آلبوم دنیای بهتر کریس دی برگ، با 12 قطعه در روز 23 سپتامبر 2016 منتشر شد.
افسانه‌ی رابین هود
آلبوم «افسانه‌ی رابین هود» کریس دی برگ، با 23 قطعه، در روز سوم سپتامبر 2021 منتشر شد.

## کریس و ایران
کریس در خرداد سال ۱۳۸۷ سفری به تهران داشت. او در یک مصاحبهٔ خبری گفت: «میل دارم آهنگی با نام شب‌های تهران برای تهران بسازم». این سفر به منظور آماده‌سازی جهت برگزاری کنسرت وی به ایران انجام شده‌است.

### کریس و گروه آریان
در بهار سال ۱۳۸۷ نخستین آهنگ مشترک او و گروه آریان در تهران منتشر شد. این آهنگ که بر پایهٔ آهنگ «The Word I Love You» (از ساخته‌های کریس دی برگ) تنظیم شده در واقع اجرای جدیدی از آهنگ فوق است که بعضی از قسمت‌های آن با ترجمهٔ فارسی توسط گروه آریان خوانده می‌شود. این آهنگ با نام «نوری تا ابدیت (دوستت دارم)» در چهارمین آلبوم آریان باعنوان «بی‌تو باتو» منتشر شد.
برخی از هواداران کریس دی برگ با سفر او موافق و برخی نیز مخالف بودند. مخالفان بر این باور بودند که سفر کریس به دعوت مقام‌های دولتی ایران صورت گرفته‌است که بعدها او این موضوع را رد می‌کند و در این باره می‌گوید:
می‌دانم عده‌ای هستند که معتقدند من نباید می‌رفتم. اما من با آنها مخالفم. من یک آدم فتنه گر نیستم. من نمی‌خواهم به خیابان بروم و فریاد بزنم: قیام کنید! قیام کنید! نه. من چنین آدمی نیستم. سفر من به ایران یک ملاقات خصوصی نبود. من معتقدم آن شخص (شاهین نجفی) عقیده خودش را دارد و من از اینکه سفرم باعث ناراحتی او شده بسیار متاسفم ولی من الان دارم با تمام ایرانیان سراسر جهان حرف می‌زنم و این از نتایج مستقیم آن سفر می‌باشد.
پیرامون حضور کریس در ایران شاهین نجفی، رپر ایرانی ساکن آلمان، در انتقاد به گفته‌های کریس در این سفر، آهنگی با عنوان عمو کریس ضبط کرد و در قالب آلبوم «ما مرد نیستیم» منتشر نمود.

### آهنگ مردم دنیا
در تاریخ ۲۰ ژوئن ۲۰۱۰ مصادف با سالگرد مرگ ندا آقاسلطان، آهنگ «مردم دنیا» (به انگلیسی: People Of The World) به مدت یک هفته در وبگاه رسمی کریس دی برگ قرار گرفت. این آهنگ بخشی از آلبوم ناوگان ماه و داستان‌های دیگر است که اکتبر ۲۰۱۰ منتشر شد. در کنار این آهنگ توضیحاتی آمده که ترجمهٔ آن چنین است:
در تاریخ ۲۰ ژوئن ۲۰۰۹، در طی تظاهراتی در تهران علیه انتخاباتی که بسیاری نتایج آن را جعلی می‌خواندند، زن جوانی به نام ندا آقاسلطان هدف گلوله قرار گرفت. یک تماشاگر بی‌گناه کمی دورتر از محل تظاهرات بود. لحظات پایانی زندگی او تصویربرداری شد و میلیون‌ها نفر در سراسر جهان آن را دیدند.
در فارسی، نام او به معنای «صدا» و «پیام الهی» است. او نماد کسانی شده که علیه خشونت و سرکوب مبارزه می‌کنند و تنها در جستجوی آزادی و حقیقت هستند. ندا، این آهنگ برای تو است.
در تابستان سال ۱۳۹۰ (۲۰۱۱) وبسایت رسمی کریس دی برگ در ایران مسدود شد.
کریس و سام چگینی
همزمان با تولد 73 سالگی کریس دی برگ در تاریخ 15 اکتبر 2021 برابر با بیست و سوم مهرماه 1400، موزیک ویدئوی رسمی قطعه‌ی «Legacy» (میراث) به کارگردانی سام چگینی، کارگردان و انیماتور ایرانی، منتشر شد. این موزیک ویدئو برای بیست و هفتمین آلبوم استودیویی کریس، «افسانه‌‎ی رابین هود» ساخته شده است.